# إم في دونا باز
إم في دونا باز (بالإنجليزية: MV Doña Paz) هي كانت عبارة ركاب فلبينية بنيت في اليابان، صممت السفينة لتستوعب 608 راكب. في 20 ديسمبر 1987 اصطدمت العبارة بناقلة نفط وكانت العبارة في ذلك الوقت مكتظة بالركاب، أدى الاصطدام لغرق العبارة ومقتل 4،366 من ركاب السفينة.